# Aaron Judge
Aaron James Judge (nascido em 26 de abril de 1992) é um jogador profissional de beisebol, atuando como outfielder pelo New York Yankees da Major League Baseball (MLB). Judge jogou no beisebol universitário pela Fresno State, e foi escolhido pelo Yankees na primeira rodada do draft de 2013.
Aaron fez sua estreia nas grandes ligas em 2016. Judge foi convocado para o All-Star Game em 2017, quebrou o recorde dos Yankees em home runs por um novato com 30 (melhorando o número de   Joe DiMaggio com 29) e venceu o prêmio Novato do Mês da American League em abril, maio e junho de 2017, bem como o prêmio da American League de Jogador do mês em junho de 2017. Judge estabeleceu mais um recorde para novatos em 25 de setembro de 2017 quando rebateu seu 50º home run da temporada, superando o recorde anterior de 49 de  Mark McGwire.

## Primeiros anos e carreira amadora
Judge nasceu e cresceu em Linden, Califórnia. Estudava na Linden High School, onde era estrela de três esportes (beisebol, basquetebol e futebol americano) e convocado por duas vezes para o time da liga. Foi recrutado por diversas faculdades, incluindo Notre Dame, Stanford e UCLA para jogar futebol americano como tight end, mas preferiu jogar beisebol. Foi selecionado pelo  Oakland Athletics na 31ª rodada do draft da MLB de 2010, mas optou por permanecer na faculdade. Judge era matriculado na California State University, Fresno (Fresno State), onde jogava beisebol universitário pelo Fresno State Bulldogs na Mountain West Conference. Foi o vencedor do prêmio TD Ameritrade College Home Run Derby de 2012. Em seu ano como júnior, Judge liderou o time dos Bulldogs em  home runs, duplas e corridas impulsionadas (RBIs).

## Carreira profissional

### Ligas menores
Os Yankees escolheram Judge na primeira rodada do draft da MLB de 2013, com a 32ª seleção geral. Judge assinou com os Yankees, recebendo um bônus de  $1.8 milhão. Ele distendeu o músculo quadríceps femural enquanto participava do treinamento de corrida entre bases, o que o manteve fora da temporada de 2013. Fez sua estreia profissional com os Charleston RiverDogs da Classe A (Média) pela South Atlantic League em 2014. Teve aproveitamento de 33,3% em rebatidas, 42,8% de on-base percentage (OBP), 53% de  slugging percentage (SLG), rebateu nove home runs com 45 RBIs em 65 jogos pelo Charleston. Os Yankees o promoveram ao Tampa Yankees da Classe A (Avançada) pela Florida State League durante a temporada, onde teve aproveitamento de 28,3% com 41,1% de OBP, 44.2% de SLG, oito home runs e 33 RBIs em 66 jogos pelo Tampa.

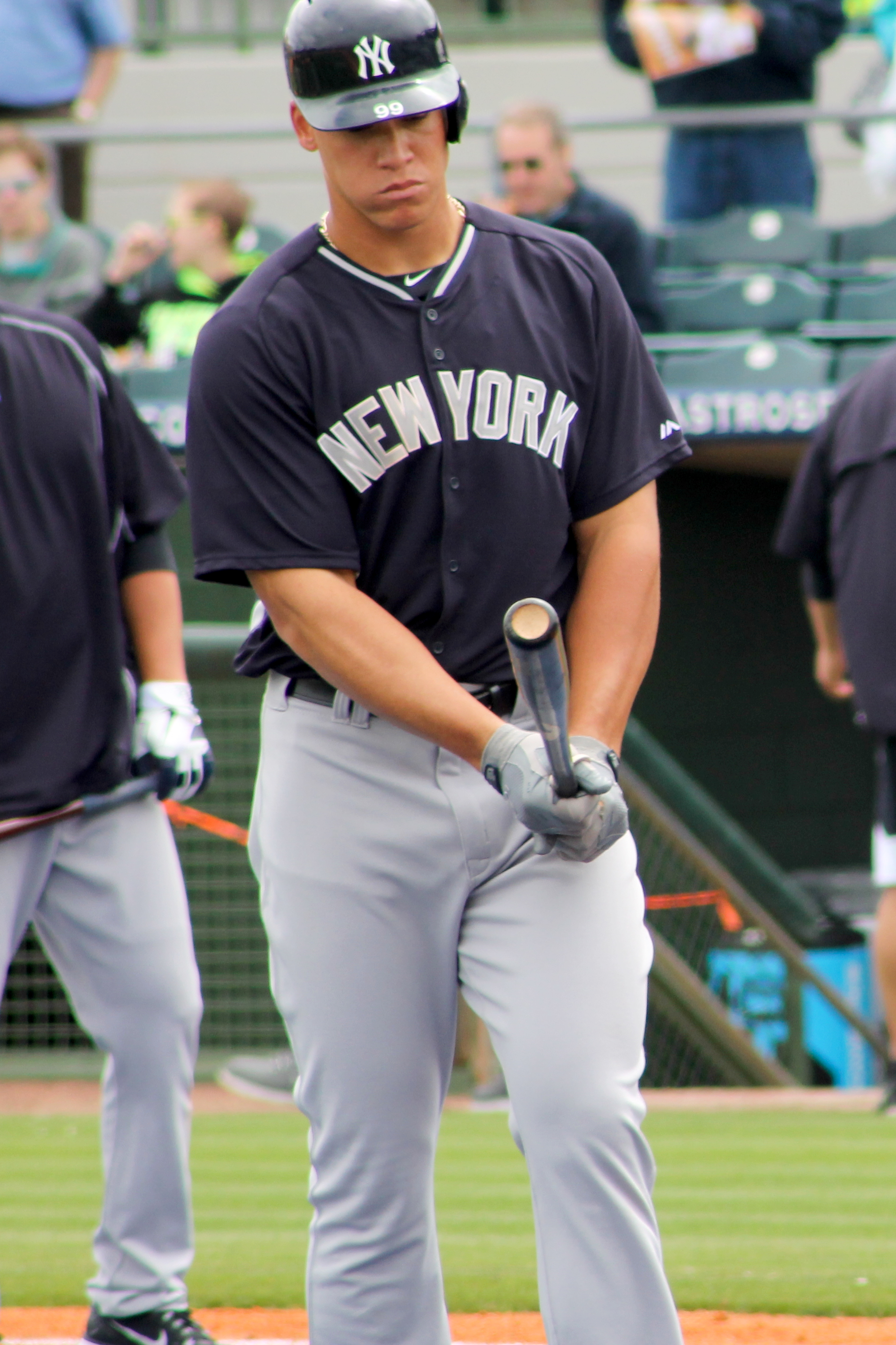
Judge durante o spring training em 2015

Os Yankees convidaram Judge ao spring training ainda não como jogador oficial em 2015. Judge começou a temporada de 2015 com o Trenton Thunder da Classe AA pela Eastern League. Após Judge ter aproveitamento de 28,4% com 12 home runs em 63 jogos pelo Trenton, os Yankees promoveram Judge para os Scranton/Wilkes-Barre RailRiders da Classe AAA pela International League em junho. Foi escolhido pelos Yankees para os representar no All-Star Futures Game de 2015. Os Yankees decidiram não o chamar na seleção de setembro. Judge teve aproveitamento de 22,4% com oito home runs em 61 jogos pelo Scranton/Wilkes-Barre. Os Yankees convidaram  Judge para o spring training em 2016, e ele começou a temporada com o Scranton/Wilkes-Barre. Teve aproveitamento de 27%, 19 home runs e 65 RBIs em 93 jogos pelos RailRiders.

### New York Yankees

#### 2016
Judge fez sua estreia na MLB em 13 de agosto de 2016, começando no campo direito contra o  Tampa Bay Rays. Em sua primeira vez ao bastão, rebateu seu primeiro home run das grandes ligas em cima do arremessador Matt Andriese; o rebatedor anterior, Tyler Austin, também fazendo sua estreia na MLB, fez o mesmo. Isto marcou a primeira vez em que dois companheiros de time rebateram home runs em suas  primeiras vezes ao bastão no mesmo jogo. Judge também rebateu um home run em seu segundo jogo na MLB. A temporada de estreia de Judge, em que foi eliminado por strike em 42 vezes em 84 vezes ao bastão, terminou prematuramente com uma lesão em 13 de setembro de 2016 contra o Los Angeles Dodgers.

#### 2017
Em 30 de março de 2017, os Yankees anunciaram que Judge seria o campista direito no Dia de Abertura. Teve seu primeiro jogo com mais de um home run em 28 de abril contra o Baltimore Orioles. Um dos home runs teve sua velocidade de partida calculada em 119,4 milhas por hora (192,2 km/h), a mais rápida velocidade de partida para um home run medido pela Statcast. Judge terminou o mês de abril com 10 home runs, empatando o recorde para novatos estabelecido por José Abreu do Chicago White Sox e Trevor Story do Colorado Rockies. Foi premiado como Novato do Mês pela American League em abril. Em abril, teve aproveitamento ao bastão de 30,3%, 10 home runs, 20 RBIs .411 de OBP em 22 partidas.
Em 3 de maio, Judge rebateu seu 13º home run da temporada, se tornando o mais jovem jogador a rebater 13 home runs em seus primeiros 26 jogos de uma temporada. Os  Yankees inauguraram uma sessão dos assentos do campo direito do Yankee Stadium em 22 de maio, chamada "The Judge's Chambers", três fileiras na seção 104, contendo 18 assentos. Fãs foram escolhidos pela equipe para sentar nesta área, e são vestidos com roupas pretas, perucas e martelos de espuma. Em partida contra o Oakland Athletics em 28 de maio, Judge rebateu seu primeiro grand slam da carreira. Judge foi nomeado pela American League como Novato do Mês novamente em maio. Ainda em maio, teve aproveitamento ao bastão de 34,7%, sete home runs, 17 RBIs e .441 de OBP em 26 partidas.
Em 10 de junho, Judge rebateu um home run com velocidade de saída de 194,9 km/h, estabelecendo novamente o recorde medido pela Statcast. No dia seguinte, Judge conseguiu 100% de aproveitamento com 4 de 4 com dois home runs, um dois quais viajou 151 metros, o maior até o momento na temporada da MLB em 2017. Em 12 de junho, Judge foi nomeado Jogador da Semana pela American League. Sua semana terminou com ele liderando a AL em todas as três categorias da Tríplice Coroa. Judge foi nomeado Jogador do Mês pela American League no mês de junho, rebatendo 32,4% com 10 home runs, 25 RBIs e .481 de OBP. Sua  performance no mês de junho o premiou com a terceira premiação de Novato do Mês da American League, a mais longa sequência desde que Mike Trout ganhou quatro em seguida em 2012. Judge teve uma sequência de 32 jogos alcançando bases, incluindo alcançar base em todos os jogos do mês de junho. Além destas premiações, Judge se tornou o primeiro jogador na história da Major League a vencer como Novato do Mês em abril, maio e junho e a quinta pessoa a vencer o prêmio de Novato do Mês três vezes.
Em 2 de julho, Judge foi votado como outfielder titular do MLB All-Star Game de 2017, recebendo 4.488.702 votos, o maior número já alcançado por qualquer jogador da American League. Judge empatou o recorde de Joe DiMaggio para home runs rebatidos por um novato dos Yankees em temporada única, conseguindo seu 29º HR em 5 de julho. Posteriormente quebrou este recorde em 7 de julho na derrota por 9-4 contra o Milwaukee Brewers rebatendo um home run solo contra o arremessador Josh Hader. Além de se tornar o primeiro novato dos Yankees a rebater 30 home runs em uma temporada, se tornou o segundo novato a rebater 30 home runs antes do intervalo do campeonato com o All-Star Game, depois de Mark McGwire em 1987. Também se tornou o primeiro jogador dos Yankees a rebater 30 home runs antes do All-Star Game desde Alex Rodriguez em 2007 e o primeiro jogador no beisebol a fazê-lo desde Chris Davis e Miguel Cabrera  em 2013. Judge venceu  o Home Run Derby de 2017, batendo o terceira base do Minnesota Twins, Miguel Sano por 11 a 10 na rodada final. Judge rebateu quatro home runs com distância superior a 152 metros (500 pés), um dos quais viajou 156 metros (513 pés), o mais longo em um Home Run  Derby. Após sua performance, o comissário da MLB Rob Manfred afirmou que Judge é um jogador "que pode se tornar a cara do jogo."
Em 21 de julho, Judge rebateu um home run que quase saiu do Safeco Field. A bola foi rebatida tão forte que a Statcast não pode calcular os detalhes do home run.
Em 27 de julho, Judge perdeu parte de seu dente frontal durante comemoração entre os jogadores após o walk-off home run de Brett Gardner. No jogo seguinte, Judge rebateu seu 33º home run da temporada, em um total de 37 home runs em seus primeiros 125 jogos como profissional, ficando em terceiro lugar na história da MLB. Em 17 de agosto, Judge rebateu um home run de 139 metros (457 pés) no Citi Field que atingiu o terceiro andar da arquibancada, mas também foi eliminado por strike no jogo, marcando 33 jogos consecutivos sofrendo strikeout, quebrando o recorde de Adam Dunn para jogadores de campo. Em 20 de agosto, Judge empatou com o arremessador Bill Stoneman em sequência de jogos sofrendo strikeout em 37 jogos consecutivos. Judge quebraria ainda o recorde de Curtis Granderson de 195 strikeouts em temporada única na história dos Yankees.
Em 4 de setembro, Judge se tornou o primeiro novato da American League a alcançar 100 walks em temporada única desde Al Rosen (1950), e o primeiro jogador da MLB a fazê-lo desde Jim Gilliam (1953). Durante uma partida em 10 de setembro, Judge recebeu seu 107º walk, o maior número de walks por um novato desde Ted Williams em 1939. Durante o mesmo jogo, também se tornou o primeiro novato na história da MLB a rebater 40 home runs em temporada única desde McGwire (1987). Judge se juntou a Babe Ruth (1920), Lou Gehrig (1927), Joe DiMaggio (1937) e  Mickey Mantle (1956) como os únicos jogadores dos Yankees a ebater 40 home runs em temporada única aos 25 anos de idade ou mais jovem. Em 20 de setembro, Judge se tornou o primeiro jogador desde  José Bautista em 2010, e o primeiro novato a atingir 100 corridas, 45 home runs, 100 RBIs e 100 walks em temporada única.
Em 25 de setembro, Judge rebateu seus 49º e 50º home runs, empatando e ultrapassamdo o recorde de home runs entre novatos em temporada única. Com sua façanha histórica, Judge também ganhou seu primeiro curtain call no Yankee Stadium. Em 30 de setembro, Judge rebateu seu 52º home run da temporada e seu 33º no Yankee Stadium, superando o recorde de Babe Ruth pela franquia estabelecido em 1921. Após setembro, Judge venceu o prêmio de Jogador do Mês pela segunda vez e Novato do Mês pela quarta vez, com 15 home runs, 32 RBIs, 28 walks e 29 corridas anotadas.
Judge terminou a temporada de 2017 com média de rebatidas de 28,4%, 154 rebatidas, 114 RBIs e .422 de on-base percentage, .627 slugging percentage, 1.069 on-base plus slugging e nove bases roubadas. Liderou a American League em três categorias, com 128 corridas anotadas, 52 home runs e 127 walks (11 intencionais). Se tornou o primeiro Yankee a liderar a liga em home runs, walks e corridas anotadas desde Jason Giambi (que liderou a AL em walks em  2005), Mark Teixeira (que foi o líder da AL em home runs em 2009) e Curtis Granderson (que anotou mais corridas na AL em 2011). Ficou em segunda na liga em RBIs, on-base percentage, slugging e OPS. Também foi líder da MLB em strikeouts sofridos com 208, quebrando o recorde dos Yankees previamente estabelecido por Curtis Granderson em 2012 e o recorde entre novatos estabelecido por Kris Bryant em 2015.
Com os Yankees encerrando o ano com 91 vitórias e 71 derrotas, a equipe conseguiu vaga no Wild Card. Durante a partida de Wild Card da AL contra o Minnesota Twins, Judge rebateu seu primeiro home run em pós-temporada ajudando o time na vitória por 8 a 4. No jogo 3 da ALDS, Judge roubou um home run de Francisco Lindor, mantendo o jogo empatado. Judge sofreu strikes 16 vezes na série, estabelecendo um novo recorde para a ALDS. Judge rebateu três home runs pelo Yankees na ALCS, também roubando um potencial home run de Yulieski Gurriel no Jogo 7 na derrota para o Houston Astros, mas encerrou com 27 strikeouts em toda pós-temporada, recorde nas grandes ligas (este recorde seria quebrado por Cody Bellinger no Jogo 7 da World Series de 2017, apenas 11 dias depois).
Prêmios do fim da temporada para Judge incluíram a seleção como outfielder no time da MLB da Baseball America, o Players Choice Award para Melhor Novato da AL e a Silver Slugger Award. Judge foi votado unanimemente como Novato do Ano da American League. Ficou em segundo na votação do prêmio de MVP da American League de 2017, perdendo para José Altuve, recebendo dois votos como primeiro lugar, 27 votos como segundo lugar e um voto como terceiro lugar.
Em 21 de novembro, foi revelado que Judge foi submetido a cirurgia artroscópica em seu ombro esquerdo para uma limpeza de cartilagem, uma lesão que remonta a abril daquele ano.

#### 2018

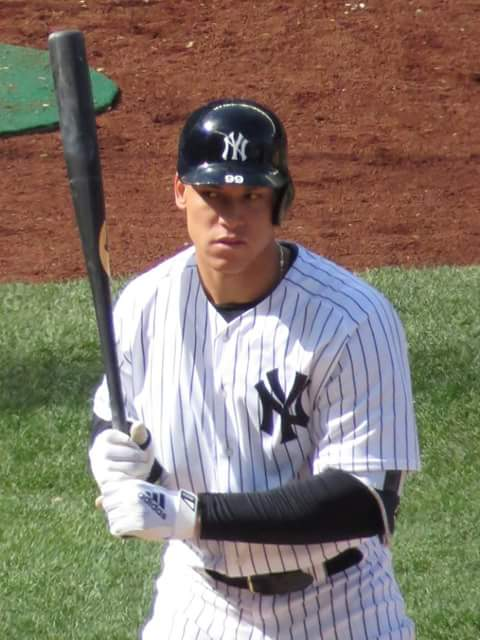
Aaron Judge com os Yankees em 2018

Em 31 de março, Judge fez sua primeira aparição como titular no campo central nas grandes ligas. Com 2,01 e 127 quilos, se tornou o mais alto e mais pesado jogador na história do beisebol a jogar nesta posição.
Em 16 de abril, Judge se tornou o jogador mais rápido na história da MLB a alcançar 60 home runs, conseguindo a façanha em 197 partidas comparado com o número de Mark McGwire com 202 partidas.
Em 5 de junho, Judge ganhou um Platinum Sombrero, mas mais importante foi eliminado por strike oito vezes em nove vezes ao bastão (cinco vezes ao bastão na última partida) no curso de uma jornada dupla contra o Detroit Tigers, estabelecendo um novo recorde. Judge se tornou o primeiro jogador da MLB a ser eliminado oito vezes por  strikeouts em uma jornada dupla. É o maior número em uma jornada dupla desde que os strikeouts para rebatedores começaram a ser anotados em 1910 na Natioal League e em 1913 na American League.

### Recordes da franquia New York Yankees
- Mais home runs em temporada única por um novato: 50 (Joe DiMaggio detinha o recorde com 29)[71]
- Quinto jogador dos Yankees a rebater 50 home runs em temporada única. Se juntou a Babe Ruth (54 em 1920, 59 em 1921, 60 em 1927, 54 em 1928), Mickey Mantle (52 em 1956, 54 em 1961), Roger Maris (61 em 1961) e Alex Rodriguez (54 em 2007).
- Primeiro jogador dos Yankees com ao menos 110 walks e 110 corridas anotadas desde Mickey Mantle em 1961 (126 walks, 131 corridas).[72]
- Segundo jogador na história dos Yankees a rebater um home run em cada um de seus primeiros jogos. (Joe Lefebvre foi o primeiro Yankee a conseguir o feito em 1980).[73]
- 31 home runs no Yankee Stadium em temporada única.
- Primeiro rebatedor destro na história dos Yankees com ao menos 100 RBIs, 100 corridas anotadas e 100 walks em temporada única.
- Oitavo jogador na história dos Yankees com ao menos 100 corridas anotadas, 100 RBIs e 100 walks em temporada única.[74]
- Quarto novato na história da franquia com 100 RBIs em temporada única (se juntando a Joe DiMaggio, Tony Lazzeri e Hideki Matsui).[75]

### Recordes da MLB
- Mais home runs por um novato, 50 (Mark McGwire detinha o recorde com 49)[76]
- Mais jovem jogador a rebater 13 home runs em seus primeiros 26 jogos da temporada.[77]
- Velocidade de saída medida em 119.4 milhas por hora (192.2 km/h), a mais rápida velocidade de saída de um home run medido pela Statcast. (28 de abril de 2017)[78]
- Velocidade de saída calculada em 121.1 milhas por hora (194.9 km/h), estabelecendo um novo recorde para a bola mais rápida medida pela Statcast. (10 de junho de 2017)[79]
- Segundo novato a rebater 30 home runs antes do All-Star, atrás apenas de Mark McGwire (33 em 1987).[80]
- Detém o recorde da MLB por sofrer strikes em 37 jogos consecutivos. (2017)[81]
- Mais strikeouts sofridos por novato com 201.
- Primeiro novato na história da MLB com ao menos 45 home runs, 100 RBIs e 100 corridas anotadas.[82]
- Segundo novato na história da MLB com 100+ RBIs, 100+ corridas anotadas e 100+ walks em temporada única. (Ted Williams é o outro jogador).[74]
- Jogador mais rápido na história da MLB a conseguir 60 home runs. Judge conseguiu o feito em seu 197º jogo em 16 de abril de 2018 na vitória por 12 a 1 contra o Miami Marlins no Yankee Stadium.[83]
- Mais golden sombreros em jogo de pós-temporada desde 1903.[84]
- Mais rápido jogador a atingir 60 home runs (197 jogos)[85]
- Mais rápido jogador a atingir 300 home runs (955 jogos)[86]

## Número do uniforme
Judge tem usado o número de uniforme pouco comum, 99, desde que foi dado a ele no spring training de 2016 (números altos são sempre dados a jogadores jovens que não se esperam ir ao time da temporada regular). Judge afirmou que preferiria ou o número 44 (aposentado pelo Yankees em honra à Reggie Jackson) ou o número 35 (usado por Michael Pineda desde 2014), mas não tem certeza que trocaria se posteriormente se tornasse disponível.
A MLB juntamente com a MLB Players Association, criou a Players Weekend para que os jogadores possam 'se expressar se conectando com seu passado no beisebol durante sua juventude'. De 25 a 27 de agosto de 2017, jogadores vestiram uniformes alternativos inspirado nos designs dos uniformes das ligas juvenis. Os jogadores também tinham a opção de substituir seus sobrenomes por seus apelidos nas costas dos uniformes e a vasta maioria dos jogadores assim fizeram. Judge escolheu o apelido "All Rise" (dado a ele por seu companheiro de equipe Todd Frazier).

## Perfil do jogador
Judge tem 2,01 e 127 quilos. Devido ao seu tamanho e força, ele tem sido comparado com Giancarlo Stanton, Richie Sexson, Dave Winfield e Willie Stargell.

### Rituais pré-jogos
Judge tem sido creditado como um líder dentro e fora de campo. Judge tem uma série de rituais antes, durante e depois dos jogos que o separam dos outros jogadores. De acordo com Michael Kay (como discutido durante o The Michael Kay Show), antes de cada partida no Yankee Stadium, Judge, de maneira cerimonial, joga exatamente 40 sementes de girassol na grama atrás de home plate (uma para jogador na lista dos Yankees). A oração que faz depois que joga as sementes de girassol não é conhecida do público.

## Vida pessoal
Judge foi adotado um dia após seu nascimento por Patty e Wayne Judge, ambos professores. Ele tem um irmão mais velho, John, que também foi adotado. Judge é cristão e posta sobre sua fé em sua conta do Twitter. Ele mantém uma anotação em seu celular em que se lê ".179", seu aproveitamento ao bastão com os Yankees em 2016, e a olha diariamente como fonte de motivação. Judge apareceu na capa de 15 de maio de 2017 da  Sports Illustrated. Em 15 de maio de 2017, Judge apareceu em um episódio do programa The Tonight Show Starring Jimmy Fallon onde apareceu disfarçado e fez perguntas aos fãs dos Yankees sobre ele próprio. Em 8 de novembro de 2017, foi revelado que Judge seria o atleta na capa do jogo MLB The Show 18, bem como um acordo com a Pepsi. Para a temporada de 2018, Judge assinou contrato com a Adidas, encerrando seu contrato com a Under Armour, que tinha desde 2014. Judge ganhou elogios por sua personalidade humilde e vontade de ser um jogador de equipe.